# Bison menneri
Bison menneri és una espècie extinta de mamífer artiodàctil de la família dels bòvids que visqué a Europa durant el Plistocè inferior, fa 1,5 milions d'anys. Se n'han trobat nombroses restes fòssils a Turíngia (Alemanya). Així mateix, hi ha material descobert als Països Baixos que podria correspondre a aquesta espècie. Era més alt i tenia les potes més llargues que els bisons moderns. Fou un dels primers bisons autèntics a arribar al continent. És possible que el seu parent més proper sigui el iac (assumint que sigui correcta la hipòtesi que el iac pertany al gènere Bison i no pas a Bos).